# Roger de Moulins
Roger de Moulins (zm. 1 maja 1187) – ósmy wielki mistrz zakonu joannitów
Początek jego rządów to okres sporów z templariuszami, zakończonych ugodą w 1179 r. pod wpływem papieża Aleksandra III.
W 1184 r. był członkiem delegacji (razem z patriarchą jerozolimskim Herakliuszem i mistrzem templariuszy Arnaudem de Toroge), która zabiegała o pomoc dla Królestwa Jerozolimskiego w krajach Europy zachodniej: Anglii, Francji i Niemczech.
W 1187 r. został członkiem delegacji (wraz z arcybiskupem Tyru Jozjaszem, Balianem z Ibelinu i mistrzem templariuszy Gerardem de Ridefortem) mającej pogodzić króla jerozolimskiego Gwidona i hrabiego Rajmunda z Trypolisu. Starał się odwieść mistrza templariuszy od zaatakowania oddziałów muzułmańskich u źródła Cresson, gdy to się nie udało wsparł templariuszy w walce wraz ze swoimi rycerzami i poległ podczas bitwy.